# Гвадалахарский университет

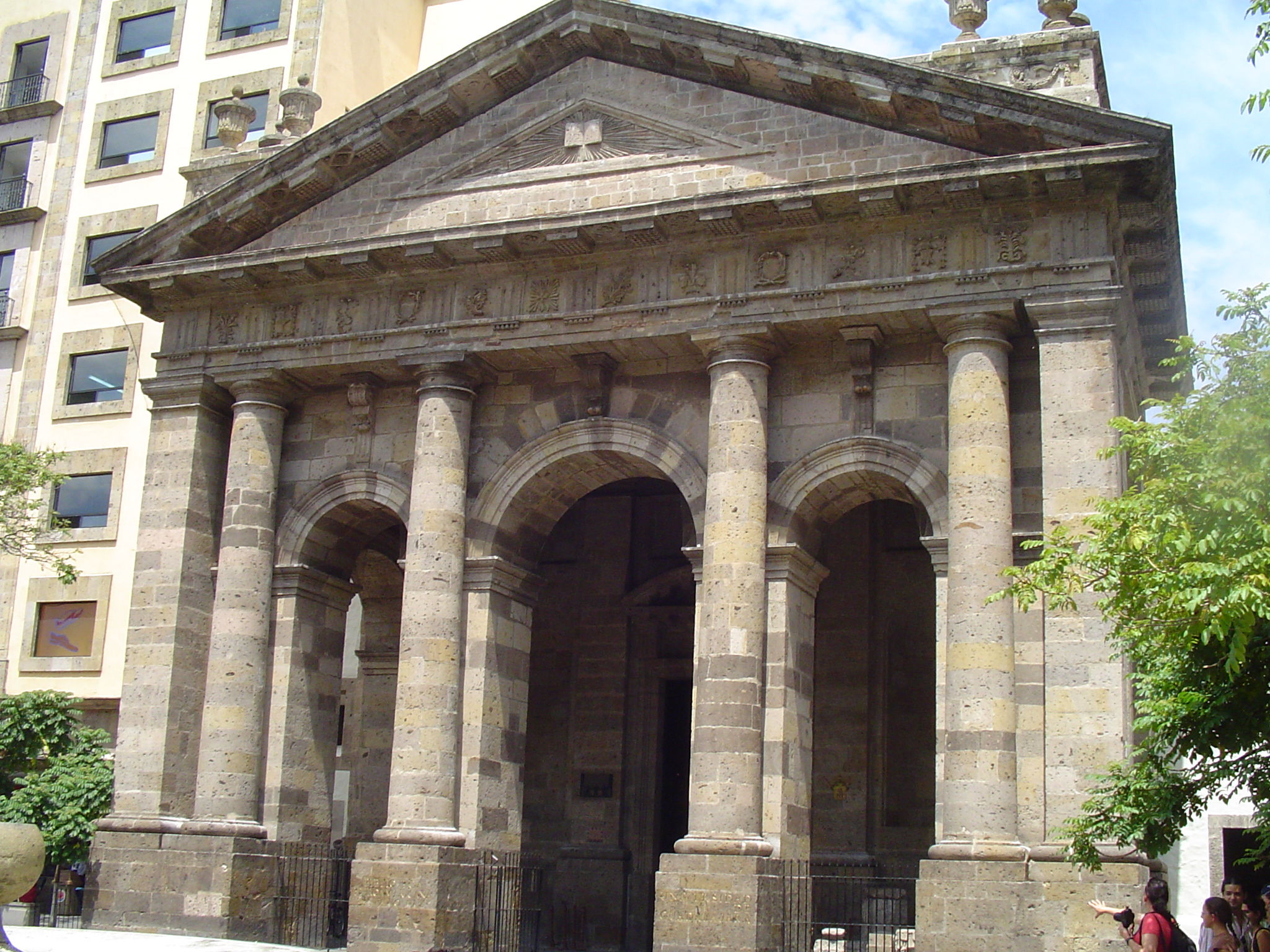
Историческое здание университета

Гвадалахарский университет (исп. Universidad de Guadalajara) — университет в городе Гвадалахара (Мексика). Второй из старейших мексиканских университетов, и пятый в Северной Америке. По количеству студентов в Мексике уступает только Национальному автономному университету. На 2013 год в университете проходили обучение более 241 тыс. студентов, 132 тыс. из них были студентами первой степени обучения.

## История

### Основание
Гвадалахарский университет наследует иезуитскому колледжу св. Фомы (Colegio de Santo Tomás), основанному в 1591 году.
В 1775 году епископ Новой Галисии, Antonio Alcalde y Barriga, просил у короля Карлa III разрешение на устройство в Гвадалахаре университета по образцу университета Саламанки. 
В 1791 году король Испании Карл IV издал указ, в котором объявлял основание «Королевского и литературного университета Гвадалахары» (Real y Literaria Universidad de Guadalajara) с кафедрами медицины и юриспруденции. Указ был получен властями Новой Галисии в марте 1792 года, и после ремонта здания колледжа св. Фомы, 3 ноября 1792 года университет был открыт.
Первым ректором был пресвитер José María Gómez y Villaseñor. Профессорско-преподавательский состав был выбран ректором на конкурсной основе ректором и состоял из монахов-францисканцев, доминиканцев и мерседариев.
По приказу короля, на фризе нового здания была помещена следующая надпись на латыни: REGIA, GUADALAXARENSIS. SCHOLA SUB CAROLO IV ET ALOISIA, AUGUSTIS. MDCCXCII

### С XIX века до настоящего времени
С 1826 по 1860 годы, в результате конфликтов между консерваторами и либералами в Мексике, университет закрывался и открывался вновь несколько раз. Название при этом, в зависимости от политики текущих властей, менялось с Universidad de Guadalajara на Instituto de Ciencias del Estado и обратно.

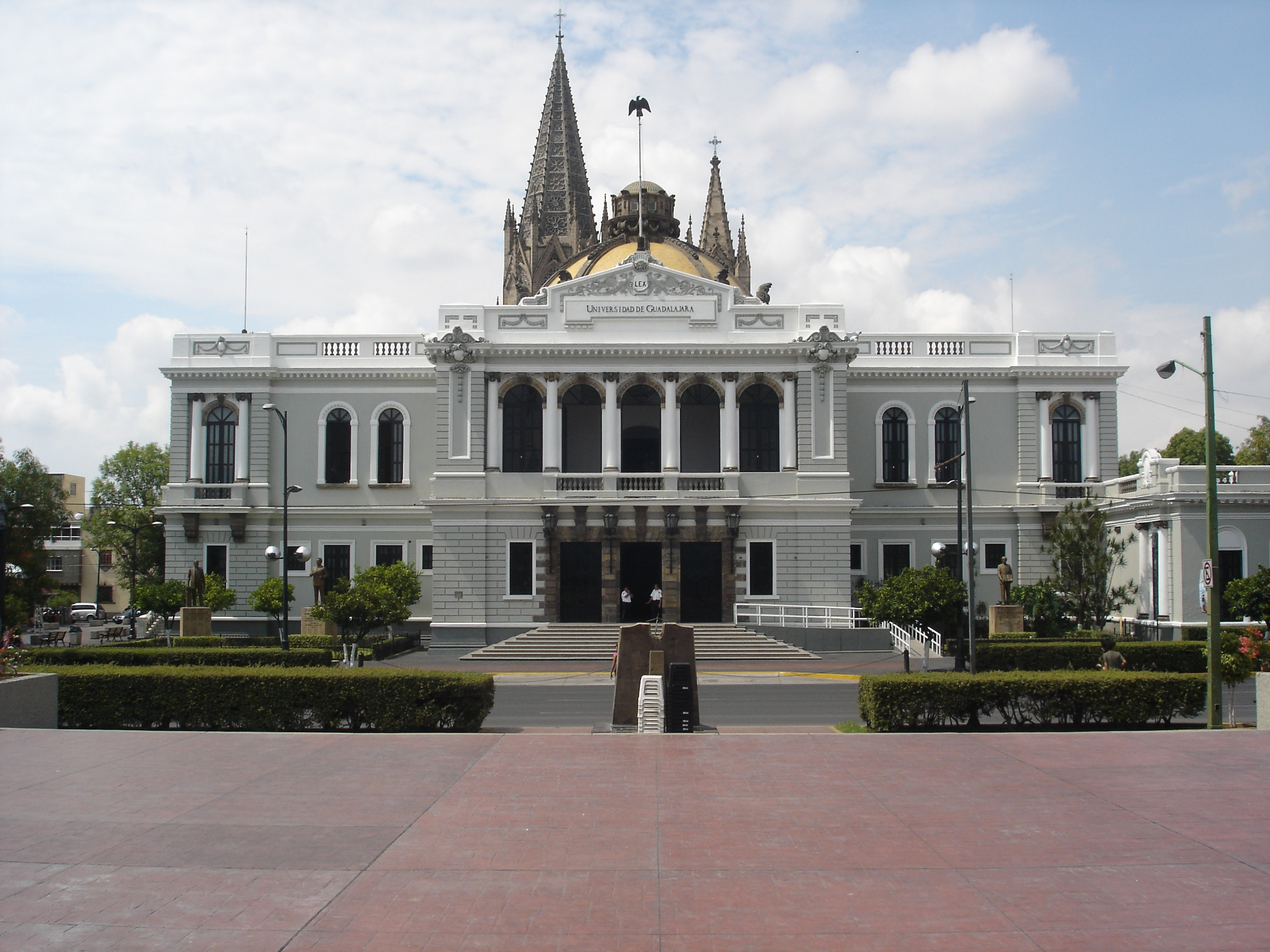
Деканат

В 1925 году губернатор штата Халиско, Хосе Гвадалупе Суно Эрнандес (José Guadalupe Zuno), восстановил Университет Гвадалахары в третий раз и назначил ректором профессора Энрике Диас де Леон (Enrique Díaz de León), законодательным органом штата был принят устав университета (Ley Orgánica).
В университет на то время входили: подготовительная (средняя) школа штата Халиско, подготовительная (средняя) школа для девочек, фармацевтический факультет, инженерный факультет, медицинский факультет, юридический факультет, факультет коммерции, обсерватория штата, библиотека штата.
Церемония открытия университета была проведена 12 октября под председательством министра образования, Хосе Мануэль Пуиг Касауранс (José Manuel Puig Casauranc) и губернатора Суно; на церемонии присутствовали представители университетов Саламанки, Парижа, Калифорнии и Национального автономного университета Мексики. 
В конце церемонии открытия, правительство штата и руководство университета приехало в старое здание университета подписать протокол о восстановлении.
В 1933 году марксистские и традиционалистские группировки в Национальном университете вступили в конфликт из-за определения идеологии университета. Бывший ректор университета Антонио Касо, выступал на стороне консерваторов под лозунгом академических свобод, что эти свободы необходимы для академической жизни, развития науки и национального лидерства, как это предусмотрено в Конституции 1917 года, в то время как Висенте Ломбардо Толедано выступал за создание университета марксистской ориентации.
Кульминацией конфликта стало голосование I конгресса мексиканских университетов в 1933 году за введение социалистической ориентации в Национальном университете. Сторонники этой модели продолжили усилия, чтобы реализовать его в других государственных вузах по всей стране, но были встречены с забастовками в Гвадалахарском университете, что привело к многочисленным арестам, кровопролитию и закрытию университета.
Государственный университет был вновь открыт в 1935 году. Забастовки прекратились, когда губернатор штата Халиско Эверардо Топете дал разрешение на создание первого частного университета в Мексике — Автономного университета Запада, позже переименованного в Автономный университет Гвадалахары.

## Структура
В настоящее время в Университете Гвадалахары шесть университетских центров (кампусов), расположенных в столице штата, и девять региональных отделений во внутренних районах штата Халиско. В рамках университетского обучения доступны 141 программ для студентов первой ступени, 106 магистерских и 42 докторские программы.
- Центры в Гвадалахаре
  - CUAAD — Университетский центр искусства, архитектуры и дизайна
  - CUCEI — Университетский центр точных наук и инженерии
  - CUCBA — Университетский центр биологических и сельскохозяйственных наук
  - CUCEA — Университетский центр экономических и административных наук
  - CUCS — Университетский центр медицинских наук
  - CUCSH — Университетский центр социальных и гуманитарных наук
- Региональные центры
  - В Пуэрто-Вальярта
  - В Сьюдад-Гусман
  - В Tepatitlán de Morelos
  - В Ocotlán
  - В Autlán de Navarro
  - В Tonalá (Jalisco)
  - В Lagos de Moreno
  - В Ameca
  - В Colotlán
- Академические подразделения
  - UDGV — Система виртуального кампуса
  - SEMS — Система среднего образовании

## Известные выпускники
- Гильермо Дель Торо — мексиканский режиссёр